# Kevin Wimmer
Kevin Wimmer, född 15 november 1992 i Wels, är en österrikisk professionell fotbollsspelare som spelar för ŠK Slovan Bratislava.

## Spelarkarriär

### 1. FC Köln
Som 19-åring flyttade Wimmer till 1. FC Köln från LASK Linz för en transfersumma på 250 000 euro. Han gjorde sin debut i en 1-0–förlust mot Eintracht Braunschweig. Wimmer blev ordinarie i Köln som gick upp till Bundesliga, och fortsatte där sina goda prestationer i den tyska högstadivisionen. Under säsongen 2014-15 spelade Wimmer 32 matcher från start och utsågs till sjunde bästa försvararen i ligan av fotbollstidningen Kicker.

### Tottenham Hotspur
Den 29 maj 2015 tecknade Wimmer ett femårsavtal med Tottenham Hotspur i Premier League. Den 30 juli 2015 gjorde han sin Tottenhamdebut i en försäsongsmatch mot ett allstar-lag från MLS. Wimmer ersatte Jan Vertonghen efter första halvlek och gjorde sin debut tillsammans med de övriga nyförvärven Dele Alli, Kieran Trippier och Toby Alderweireld.
Den 4 augusti 2015 gjorde Wimmer sitt första framträdande i startelvan i en 2-0-förlust mot Real Madrid i Audi Cup. Wimmer gjorde sin Premier League-debut den 23 januari 2016, då han blev inbytt i en 3-1-seger över Crystal Palace.

### Stoke City
Den 29 augusti 2017 offentliggjordes det att Wimmer skrivit på ett femårskontrakt för Stoke City för en rapporterad övergångssumma på 18 miljoner pund.

#### Utlåningar
Den 27 maj 2018 lånades Wimmer ut till tyska Hannover 96 på ett låneavtal över säsongen 2018/2019. Den 31 augusti 2019 lånades Wimmer ut till belgiska Royal Excel Mouscron på ett låneavtal över säsongen 2019/2020.
Den 1 februari 2021 lånades Wimmer ut till tyska Karlsruher SC på ett låneavtal över resten av säsongen 2020/2021.

### Rapid Wien
Den 28 maj 2021 värvades Wimmer av österrikiska Rapid Wien.

### Slovan Bratislava
Efter att hans kontrakt med Rapid Wien gick ut, presenterades Wimmer av Slovan Bratislava den 8 juni 2023.